# Stazione di Palmi (FC)
Stazione di Palmi vasútállomás Olaszországban, Palmi településen.

## Vasútvonalak
Az állomást az alábbi vasútvonalak érintik:
- Gioia Tauro-Palmi-Sinopoli-vasútvonal

## Kapcsolódó állomások
A vasútállomáshoz az alábbi állomások vannak a legközelebb:
- San Fantino railway halt
- Seminara railway station